# Sandra Cretu
Sandra Cretu, rodným jménem Sandra Ann Lauer (* 18. května 1962 Saarbrücken, Západní Německo) je německá popová zpěvačka, známá pod jménem Sandra, jejíž popularita dosáhla vrcholu ve druhé polovině osmdesátých a na počátku devadesátých let 20. století.

## Životopis
Již ve dvanácti letech věděla, že se chce stát zpěvačkou. Na jedné hudební soutěži pro děti přesvědčila publikum interpretací písně od Olivie Newton-Johnové.
1976 byla objevena hudebním producentem George Romanem, který s ní natočil singl „Andy, mein Freund“. Úspěch se sice nedostavil, ale znamenalo to uvedení Sandry jako vedoucí zpěvačky do dívčího tria Arabesque. Zatímco se Arabesque v Evropě nikdy neprosadily, dosáhly v Japonsku úspěchu skupiny ABBA. Toto trio vydalo v Japonsku 15 alb a 30 singlů. Během této doby se Sandra seznámila se skladatelem a producentem Michaelem Cretu a stali se životními přáteli.
1985, poté co se Arabesque rozpadly, natočila svoje první album: „Japan ist weit“ (německá verze písně „Big In Japan“ od skupiny Alphaville). Tato píseň byla již natočena s Michaelem Cretu. Oba se nenechali zviklat tehdy nedostavším se úspěchem. Ještě ve stejném roce vychází ve spolupráci s Hubertem Kahem singl „(I'll Never Be) Maria Magdalena“, který byl mimořádně úspěšný. Hit „(I'll Never Be) Maria Magdalena“ získal první místo ve 21 zemích a v dalších 5 zemích se dostal do Top Ten.
1986 dosáhla s hitem „In the Heat of the Night“ druhé místo na soutěži „Tokyo Song Contest“.
V roce 1987 získala v Itálii na hudebním festivalu Festivalbar cenu za nejlepší zpěvačku roku s hity "HI HI HI" a "Innocent Love".
7. ledna 1988 se provdala za svého dlouholetého přítele a producenta Michaela Cretu a stěhuje se s ním na ostrov Ibiza.
1990 se účastnila jako zpěvačka hudebního projektu Enigma svého manžela. Její hlas je v tomto hudebním projektu slyšet dodnes.
1995 se rodičovskému páru narodily děti, dvojčata Nikita a Sebastian.
Ačkoliv se jí nepodařilo navázat na úspěchy osmdesátých let, přesto vydává pravidelně dodnes dobře prodejná alba. Její zatím poslední album „Wheel Of Time“ zanechalo stopu na šestém místě německého žebříčku.
Dne 2. října 2004 se konal po dlouholeté odmlce koncert v Drážďanech.
Další koncert se měl konat v červnu 2005 v Güstrow. Tento koncert však musel být kvůli onemocnění odřeknut. Nyní vyvstávají nové projekty, například duet s DJ Bobo „Secrets of Love“ a další alba.
Na konci října 2006 vyšlo její další remixové album Reflections, v březnu 2007 po dlouhé době další řadové album The Art of Love, kde je mj. další duet s DJ Bobo. 27. března 2009 vyšlo album Back To Life. Posledním albem je Stay in Touch.
V roce 2019 se konal koncert v Lucerně v Praze.

## Diskografie

### Alba
- The Long Play
- Mirrors
- Ten On One – The Singles
- Into A Secret Land
- Paintings In Yellow
- Close To Seven
- 18 Greatest Hits
- Fading Shades
- My Favourites
- The Wheel Of Time
- Essential
- Reflections
- The Art of Love
- Back To Life
- Stay in Touch

### Videa
- Ten On One – The Singles (VHS)
- 18 Greatest Hits (VHS)
- The Complete History (DVD)